# Warwara
Warwara und Varvara sind weibliche Vornamen, Transkriptionen der slawischen oder griechischen Form des weiblichen Vornamens Barbara.

## Namensträgerinnen
- Warwara Alexandrowna Bachmetewa (1815–1851), russische Adlige, Geliebte von Michail Lermontow
- Warwara Dmitrijewna Bubnowa (1886–1983), sowjetische Malerin, graphische Künstlerin und Pädagogin
- Varvara Fasoi (* 1991), griechische Radrennfahrerin
- Warwara Adrianowna Gaigerowa (1903–1944), russische Komponistin und Pianistin
- Warwara Petrowna Kelch (1872–1959), russisch-französische Mäzenin
- Varvara Lepchenko (* 1986), US-amerikanische Tennisspielerin ukrainischer Herkunft
- Varvara Magnisali (* 1986), griechische Sportlerin der Rhythmischen Sportgymnastik
- Varvara  Milenović (1910–1995), Nonne der Serbisch-Orthodoxen Kirche, über 53 Jahre Äbtissin des Klosters Ljubostinja
- Warwara Alexejewna Morosowa (1848–1917), russische Unternehmerin und Mäzenin
- Warwara Alexandrowna Popowa (1899–1988), sowjetische Theater- und Film-Schauspielerin
- Warwara Nikolajewna Repnina-Wolkonskaja (1808–1891), russische Schriftstellerin und Memoirenschreiberin
- Warwara Sahakjan († 1934), armenische Politikerin
- Warwara Fjodorowna Stepanowa (1894–1958), sowjetische Malerin, Designerin und Kunsttheoretikerin
- Warwara Nikolajewna Tichomirowa (1875–1961), sowjet-russische Geophysikerin und Hochschullehrerin